# Gaio Nauzio Rutilo (console 287 a.C.)
Gaio Nauzio Rutilo (latino : Gaius Nautius Rutilus) (fl. III secolo a.C.) è stato un politico romano.

## Biografia
Appartenente alla gens Nautia, fu eletto console  nel 287 a.C. con Marco Claudio Marcello.